# بنود التنازل عن كيبيك

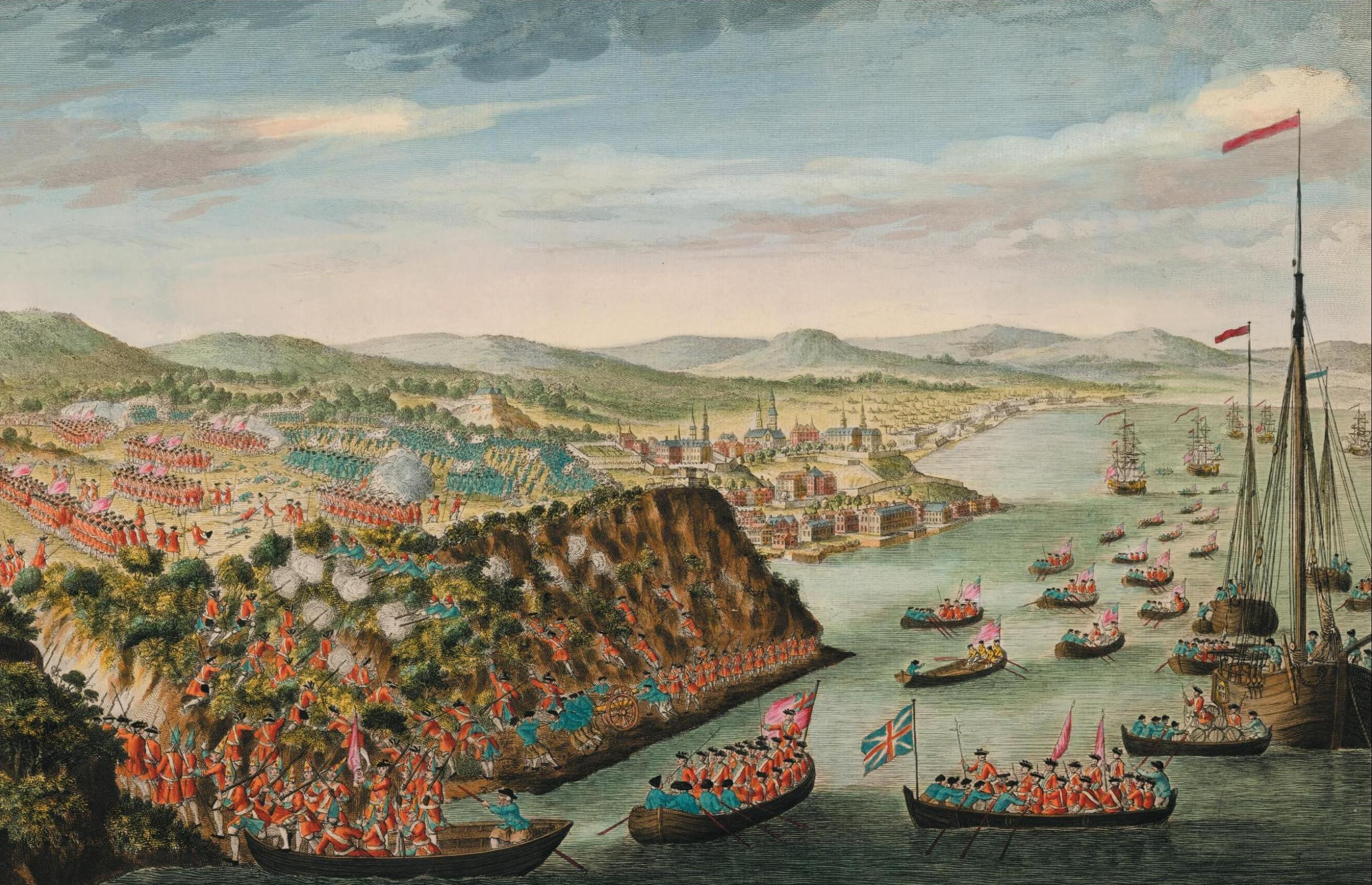

بنود التنازل عن كيبيك هي شروط تم الإتفاق عليها من قبل كل من جون باتيست نيكولا روش دي راميزاي، ملازم الملك والأدميرال السير تشارلز سوندرز والجنرال جورج تاونسند نيابة عن التاج الفرنسي والبريطاني خلال حرب السبع سنوات. تم التوقيع على البنود في الثامن عشر من أيلول سبتمبر لعام 1759.
تم الموفقة على الأحد عشر مطلب التي نصها دي راميزاي من قبل الجيش البريطاني والتي منها : أوسمة الشرف للحرب ، حماية المدنيين وممتلكاتهم وحرية ممارسة العقيدة الكاثوليكية إلى آخره. لم تستمر فترة السلم طويلا حتى حاول الجيش الفرنسي مجددا استعادة مدينة كيبيك والتي فشلت (أنظر معركة سان فوي). بعد مرور سنة ، سلمت حكومة فرنسا الجديدة مدينة مونتريال.